# 出汐 (広島市)

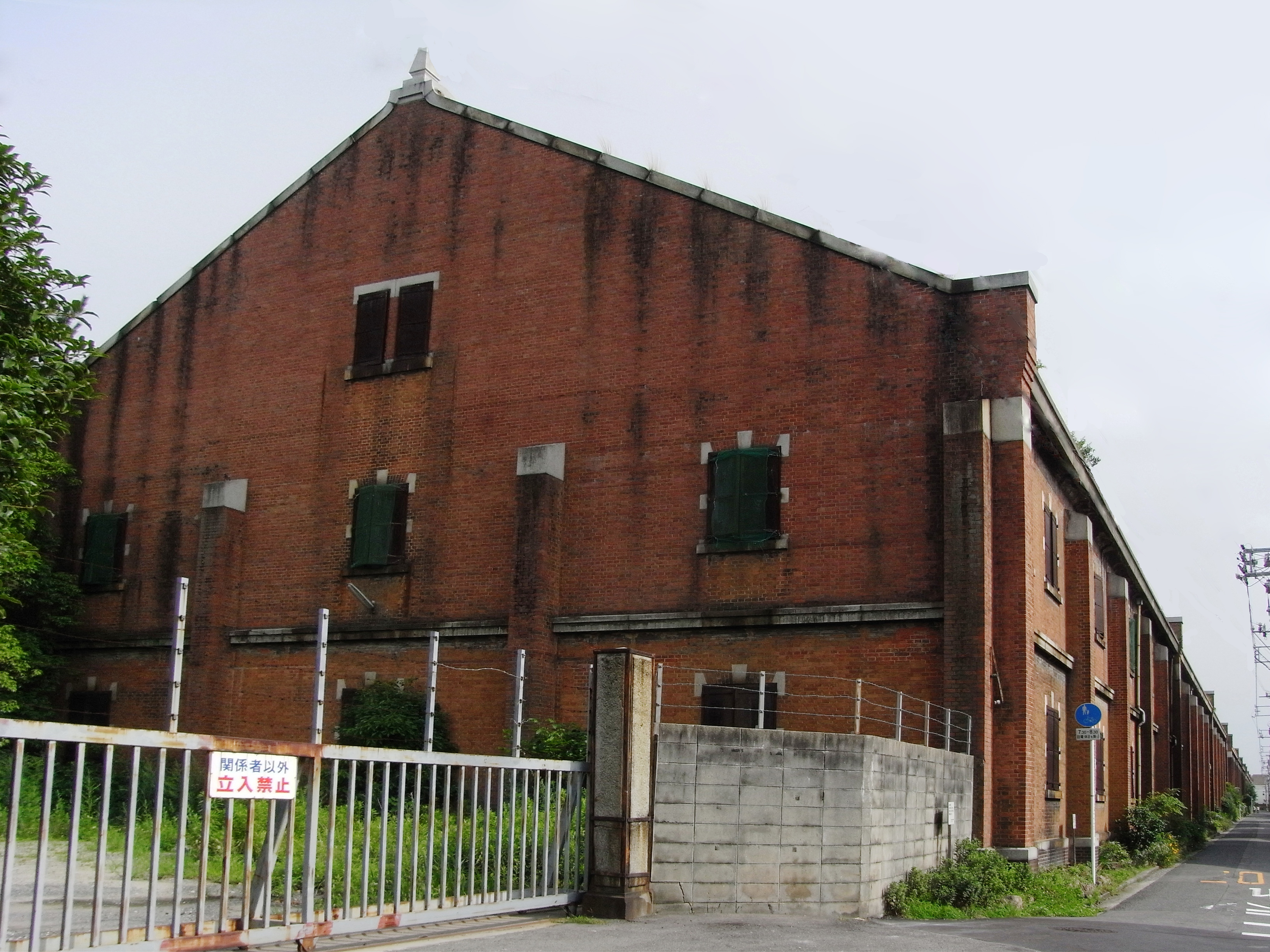
旧広島陸軍被服支廠倉庫 / かつて出汐地区の大半を占めていた軍用地の施設であり、赤煉瓦風の外装は現在に至るまでこの地区のランドマーク的存在である。

出汐（でしお）は、広島県広島市南区に所在する町名である。旧町名は「出汐町」（ - ちょう）。

## 概要

### 地理
広島県を流れる太田川の三角州上、猿猴川と京橋川に挟まれた州の内陸部に位置する。

### 地誌
地区のかなりの部分（出汐2丁目のほぼ全域）を広島県立広島皆実高等学校および広島県立広島工業高等学校の校地（戦前の広島陸軍被服支廠の跡地）が占め、残りは宅地がほとんどである。地区は国道2号によって南北に分断され（北半が出汐1・4丁目、南半が同2・3丁目）、かつては旧国鉄宇品線（現在は車道として整備）によって東西に分断（東半が1・2丁目で西半が4・3丁目）されていた。

### 住居表示
- 出汐1〜4丁目

### 隣接している地区
すべて南区内。
- 北側：比治山および段原。
- 南側：翠、旭など。
- 西側：広島市道中広宇品線を挟んで比治山本町、皆実町。
- 東側：霞。

## 歴史

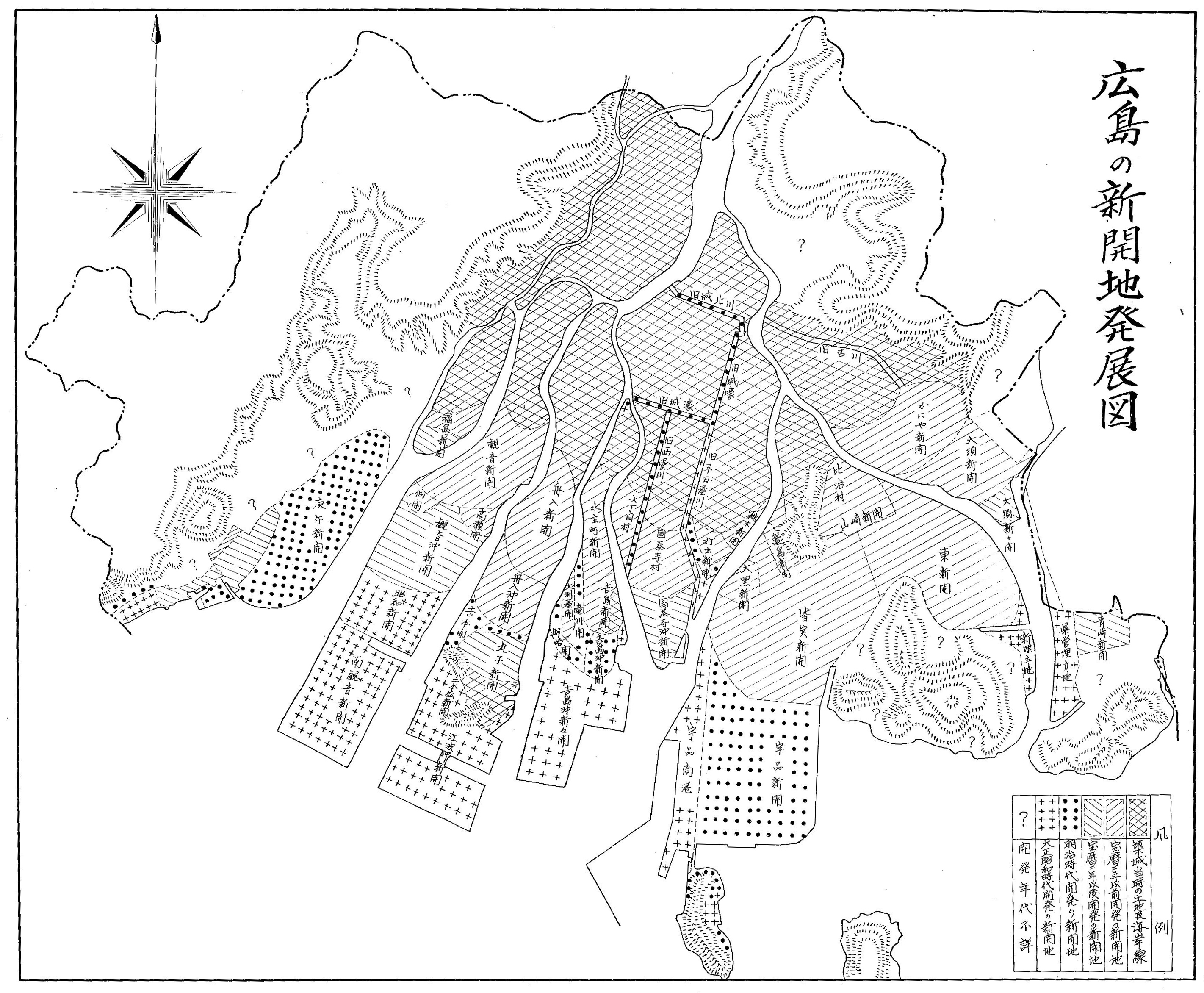
広島の新開地発展図（『概観広島市史』1955年） / 現在の出汐地区を含む皆実新開が宝暦3年（1753年）以前の開発であり、広島築城時にはこの地区が海であったことが示されている。

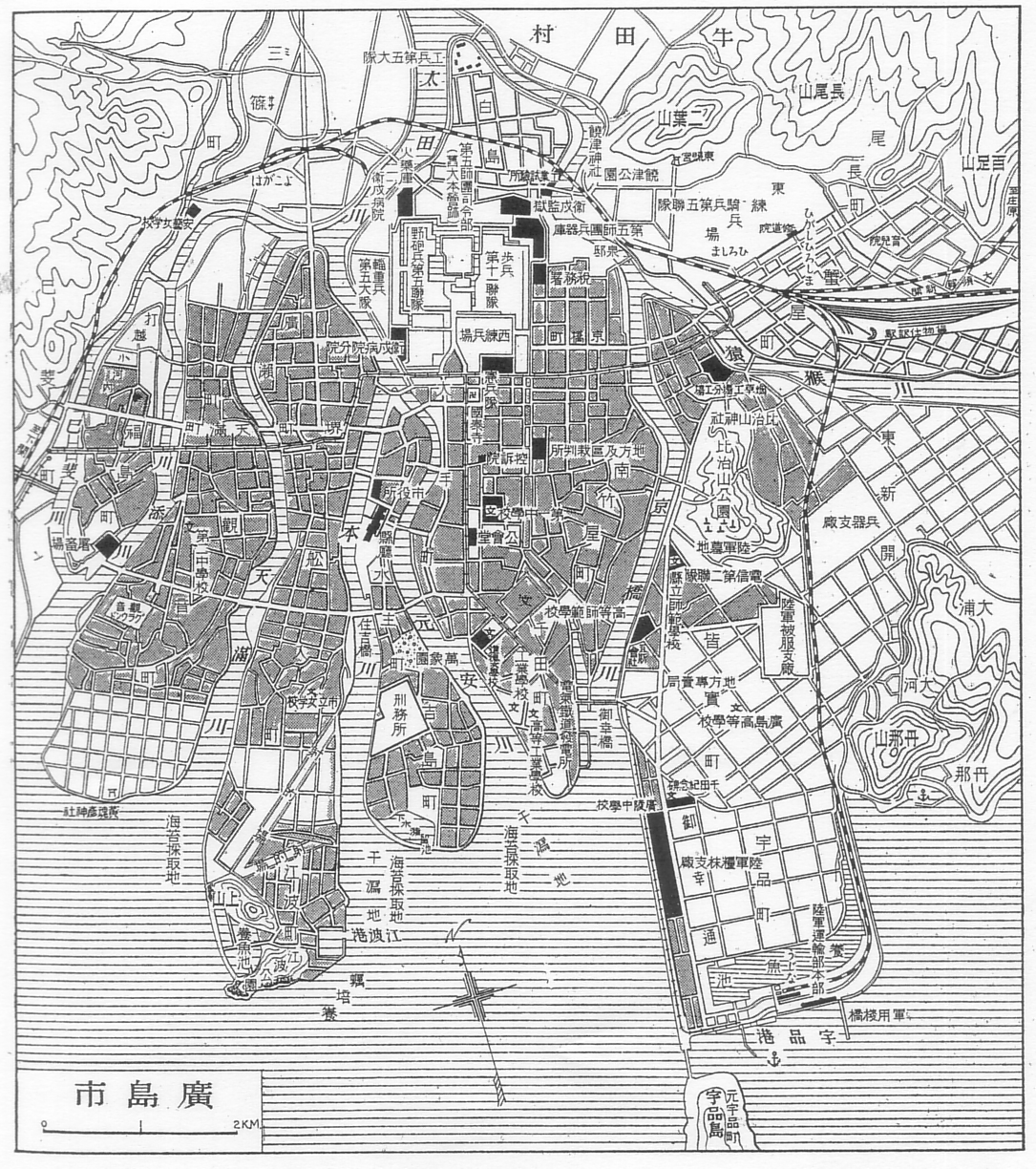
1930年頃の広島市街図 / 町域の大半が「陸軍被服支廠」によって占められていたことが分かる。なお、この時点では国道2号線のルートは現在とは異なり出汐付近を通っていない。

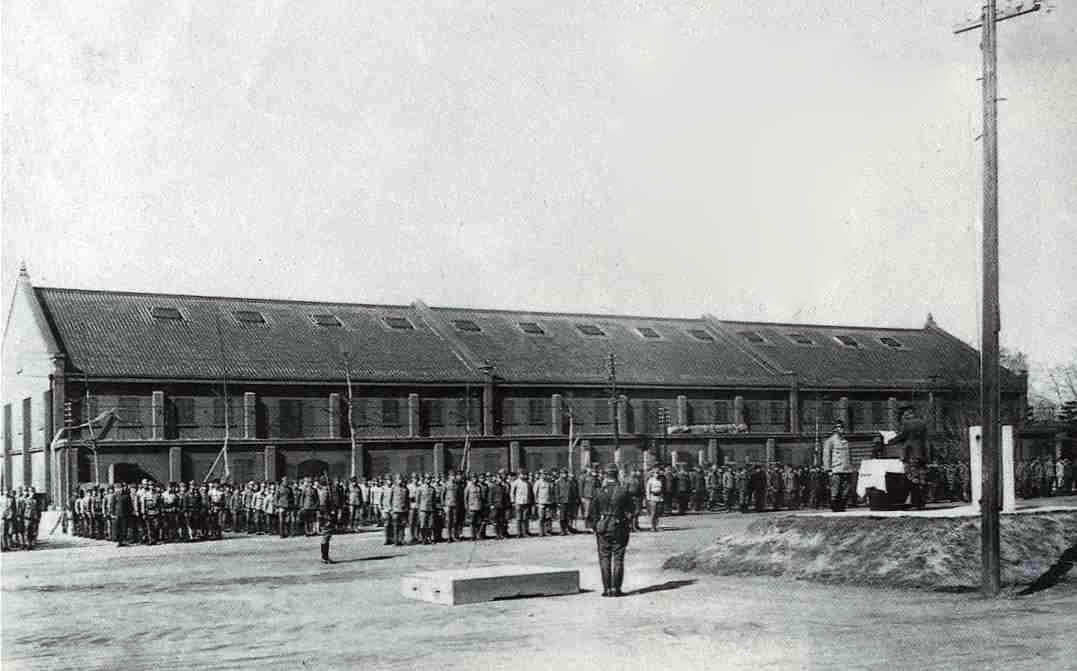
1944年当時の陸軍被服支廠

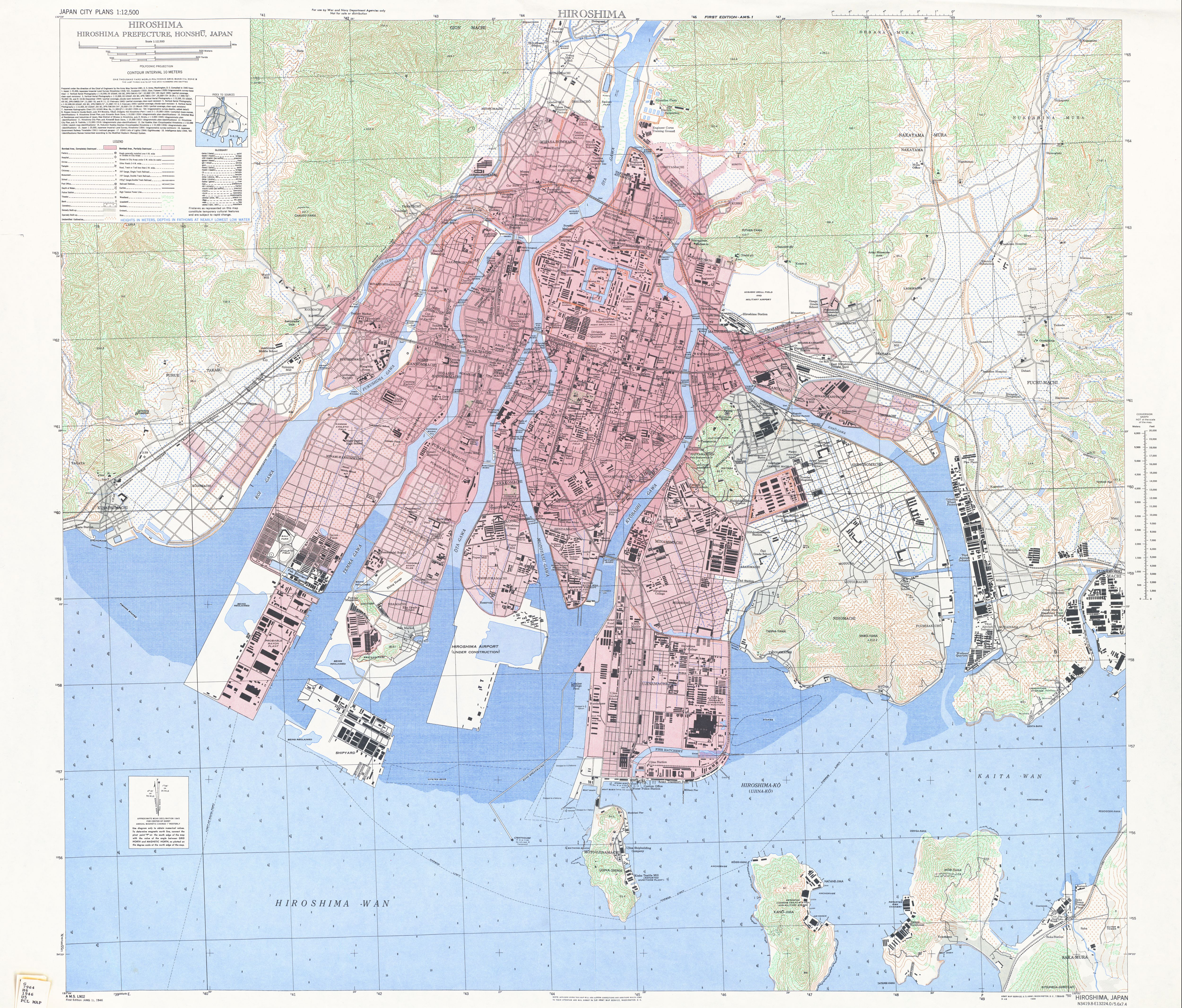
1945年の米軍作成の地図 / "DESHIOMACHI"（出汐町）が確認できる。

### 地名の由来
付近の田畑に汐のわき出るところがあったことによるとも、皆実新開の鎮守である竪岩社の脇に潮の干満のある「出潮池」があった（知新集）ことに由来するともいう。

### 沿革

#### 新開地の造成から戦前まで
江戸初期、広島湾頭の遠浅の干潟に過ぎなかったこの地区は、1662年（寛文2年）から翌1663年にかけて行われた仁保島西新開の造成により、近隣の皆実町・旭・翠などとともに新たな埋め立て地となった。仁保島西新開はのち「皆実新開」と改称され、明治維新後には皆実村、1889年（明治22年）の広島市制施行後は同市の（大字）皆実に属することとなった。日清戦争開戦とともに軍港である宇品港への軍事輸送のためにこの地区を縦断して国鉄宇品線が敷設され、また戦後に比治山以南の地域に軍事施設の設置が進むなか、この地区にも広島陸軍被服支廠が設置（1904年）された。昭和期に入って被服支廠などへの通勤のため、地区内（現・出汐3丁目付近）に宇品線の上大河駅が開業、さらに2年後の1932年には町域を接する霞町の陸軍兵器支廠の通勤のため現在の出汐1丁目に比治山駅が開業された。そして、それまで皆実町（1916年に改称）の一部（当時は皆実町「東上組」と称された）であったこの地区は、1933年になって初めて「出汐町」として分立した。戦前のこの時期、出汐町の大半は工場・倉庫が建ち並ぶ被服支廠の敷地によって占められ、その周囲は蔬菜・麦・レンコンなどが栽培される近郊農業地域であった。1945年8月6日の原爆投下に際して、爆心地から2.5km強の位置にあった出汐町は、北半部が比治山の陰に入っていたなどの要因があって半壊地域とされているものの被害は比較的小さかった。

#### 戦後から現在まで
戦後、出汐町の大半を占めていた軍用地は開放され、被服支廠の跡地の大半は県立皆実高（1949年設立）・県立工高（1953年設立）が校地として使用し、残った建物は学生寮やアパート、民間企業の工場・倉庫に転用された。周囲の農地も宅地化が進行し、1966年に町内を南北に分断する新広島バイパス（現国道2号）が開通したことはこの流れに拍車をかけ、区画整理に伴って出汐町も比治山本町・皆実町に町域の一部を編入した。その一方で、戦後次第に利用者を減らしていた宇品線はバイパス開通により廃止が決定的となり、1972年の旅客営業全面停止にともない上大河駅も廃止された（路線自体はその後も1986年まで貨物線「宇品四者協定線」として存続した）。1990年代になって隣接する段原地区の再開発事業が完成に向かったことは、出汐地区（1970年に出汐1〜3丁目→1980年に同1〜4丁目に再編された）の再開発にも影響を与え、戦後久しく皆実高校正門付近以南の区間が未開通であった広島市道中広宇品線も開通した。また1986年の廃止後しばらく廃線跡が放置されていた旧宇品線も、線路などの施設が完全に撤去され、国道2号（出汐2丁目北東角交差点）から丹那付近（広島南警察署前交差点）を結ぶ車道として生まれ変わっている。

### 年表
- 1662年（寛文2年）〜1663年：仁保島西新開として造成される（のち「皆実新開」と改称）。
- 1882年（明治15年）：皆実新開を皆実村と改称。
- 1894年：国鉄宇品線の敷設。
- 1889年：市制施行により広島市大字皆実に属する。
- 1904年：宇品線沿線に陸軍被服廠広島派出所（のち広島陸軍被服支廠）を設置（現在の広島皆実高・県立工高校地）。
- 1916年（大正5年）：（大字）皆実を皆実町と改称。この地区は「東上組」と称された。
- 1930年（昭和5年）：被服支廠近く（現・3丁目）に宇品線上大河駅を開業。
- 1933年：町名変更により「出汐町」（でしおちょう）として分立。
- 1948年：旧広島陸軍兵器補給廠（現・広島大学霞キャンパス）近くに宇品線上大河駅を移転（現・1丁目）。
- 1949年：被服支廠跡地に広島県立広島皆実高等学校を設置（1953年同校地内に広島県立広島工業高等学校を分離）。
- 1965年：町域の一部を比治山本町に編入。
- 1966年：町域の一部を皆実町1・2丁目に編入。
- 1970年：町域の一部を出汐1〜3丁目に再編。
- 1972年：宇品線の旅客営業全面停止にともない上大河駅廃止。
- 1975年：出汐2丁目にテレビ新広島本社落成。TV局を開局。
- 1980年：広島市の政令市移行により南区に属す。出汐1〜4丁目に再編し出汐町は消滅。

## 施設
以下、所在地の住所のうち「出汐」は省略する。

### 公共施設
- 広島市漁業協同組合ビル（2丁目）

### 教育機関
- 広島県立広島皆実高等学校（2丁目）
- 広島県立広島工業高等学校・広島工高工業科学センター（2丁目）

### 企業
- テレビ新広島本社（2丁目） - 関連企業であるTSSプロダクションやTSSソフトウェア、TSS開発も所在。
- 中電プラント本店（同上） - テレビ新広島本社新館と同じ建物に所在。近隣にも中電技術コンサルタントなど中国電力関連企業の社屋が所在。
- ちゅピCOMひろしま本社（同上）

### 公園
- 出汐第一公園（1丁目） - かつての宇品線上大河駅跡地。
- 出汐第二公園（1丁目）

### その他
- 合同宿舎出汐住宅（2丁目）
- 新でしお病院（1丁目）

### かつて存在した施設
- 広島陸軍被服支廠（現・2丁目） - 跡地には皆実高・県立工高のほかテレビ新広島本社などの企業施設が立地。
- 広島市東部復興事務所（2丁目） - 陸軍被服支廠跡地の北端付近に所在。

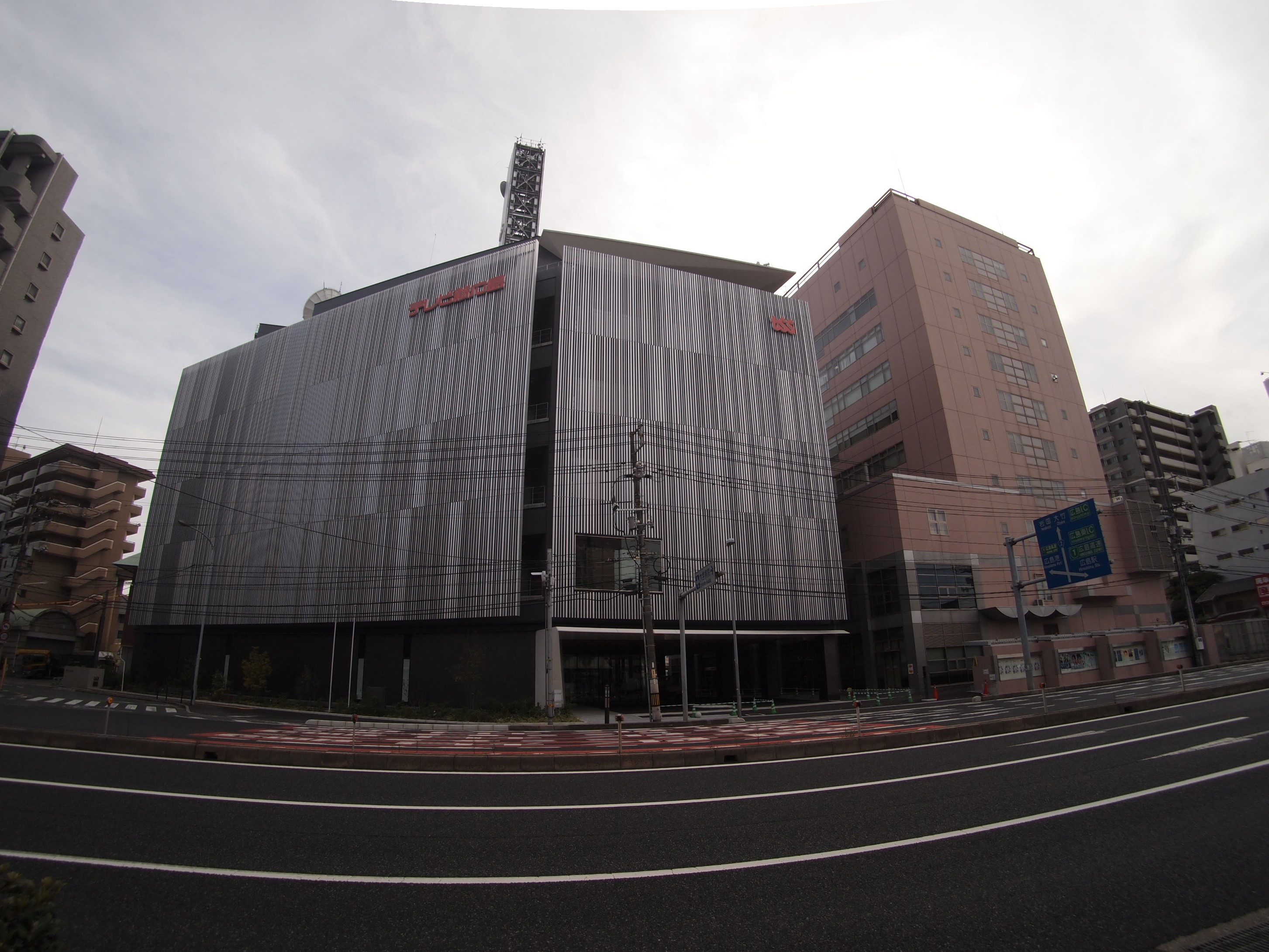
テレビ新広島本社（本館）
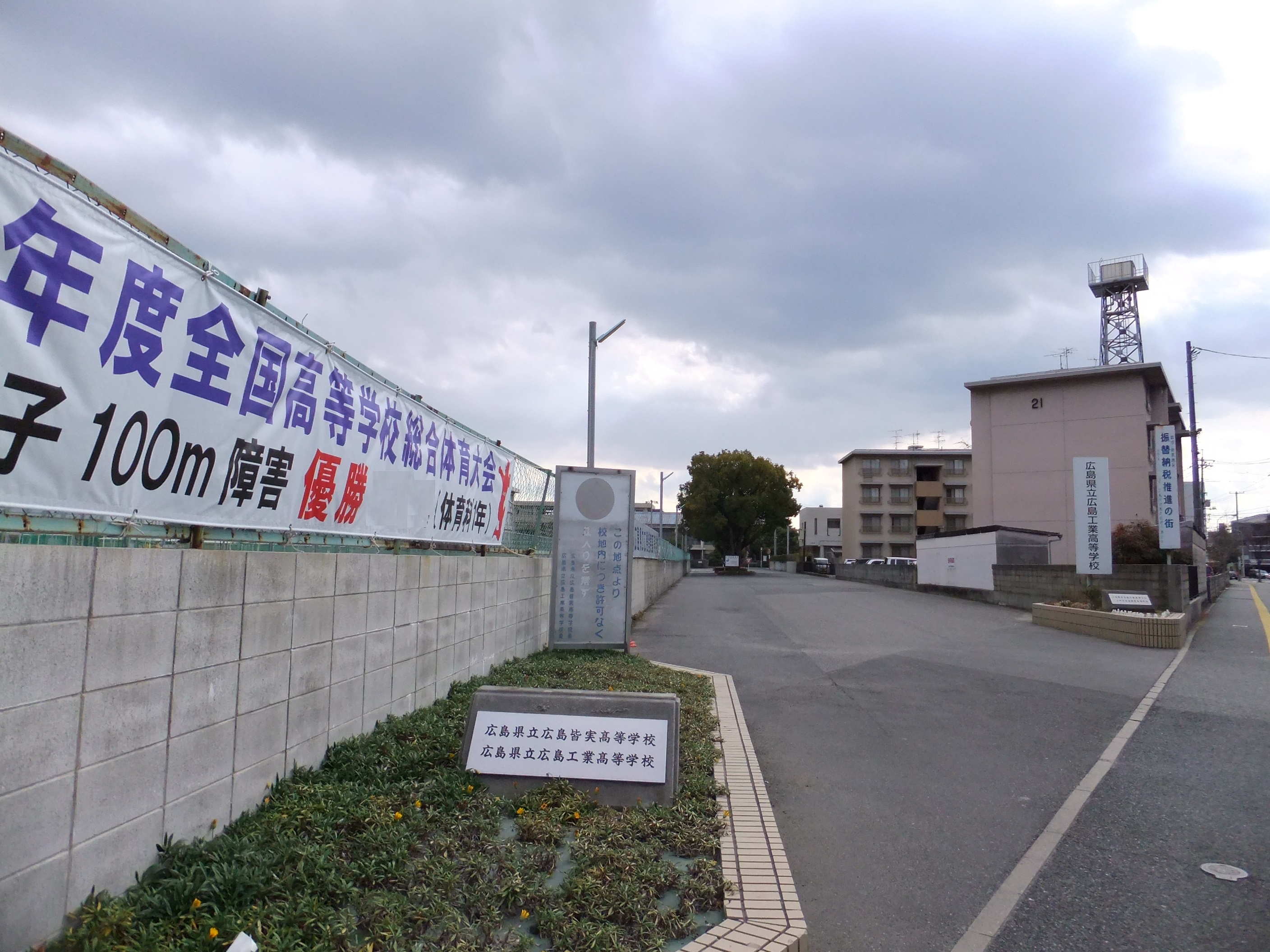
広島県立広島皆実高等学校および広島工業高等学校の正門

## 交通

### 道路
- 国道2号
- 広島市道中広宇品線
- 出汐交差点 - 交通量が非常に多く、県下でも有数の交通事故多発地点として知られる。

### 鉄道
かつては国鉄宇品線が本地区を縦断し出汐1丁目に上大河駅が所在していたが、現在、地区内を通る鉄道は存在しない。

## 人口・世帯数
2018年7月末の人口・世帯数は以下の通り。
| 町名       | 人口  | 世帯数 |
| ---------- | ----- | ------ |
| 出汐一丁目 | 1,056 | 578    |
| 出汐二丁目 | 998   | 491    |
| 出汐三丁目 | 450   | 261    |
| 出汐四丁目 | 189   | 142    |
| 計         | 2,693 | 1,472  |

## 著名な出身者
- 永野重雄 - 実業家・財界人。新日本製鐵社長などを歴任。
- 伍堂輝雄 - 実業家。永野の弟。

## 関連事項
- 広島市町名・地区一覧 - 南区 (広島市)
- 皆実町・旭・翠：かつて同じく「皆実新開」に含まれていた地区。
- 霞・東雲：出汐を含む「皆実新開」と同時に造成された「東新開」に包括される地区。
- 宇品線 - 上大河駅